# ルドルフ・トーメ
ルドルフ・トーメ（Rudolf Thome、1939年11月14日 - ）は、ドイツの映画監督である。

## 経歴
2000年の第50回ベルリン国際映画祭において、監督作品『Paradiso』の出演者たちが銀熊賞を受賞する。

## 作風
ブルジョワジーの実存的危機を扱っていることから、批評家はたびたびトーメをエリック・ロメールと比較して論じる。1969年の『Rote Sonne』は、ヴィム・ヴェンダースによって「アメリカ映画の単なる模倣ではないが、アメリカ映画的な姿勢を貫いている、貴重なヨーロッパ映画」と評される。

## フィルモグラフィー
- Detektive（1968年）
- Rote Sonne（1969年）
- Supergirl（1971年）
- Fremde Stadt（1972年）
- Made in German and USA（1974年）
- Tagebuch（1975年）
- 島の探求（1978年）
- ベルリン・シャーミッソー広場（1980年）
- System ohne Schatten（1983年）
- タロット（1985年）
- Das Mikroskop（1987年）
- Der Philosoph（1988年）
- Das Geheimnis（1995年）
- Paradiso（2000年）
- Rot und Blau（2003年）
- Rauchzeichen（2006年）
- Pink（2009年）